# Campylaspis aperta
Campylaspis aperta är en kräftdjursart som beskrevs av Lomakina 1958. Campylaspis aperta ingår i släktet Campylaspis och familjen Nannastacidae. Inga underarter finns listade i Catalogue of Life.